# La ciudad no es para mí
La ciudad no es para mí es una película española de 1966 dirigida por Pedro Lazaga, protagonizada por Paco Martínez Soria y basada en la obra de teatro homónima escrita por Fernando Ángel Lozano, pseudónimo de Fernando Lázaro Carreter. Fue gran éxito de público y supuso el gran lanzamiento en el cine de Martínez Soria, que ya era uno de los actores más aplaudidos y cotizados en el teatro español.

## Obra teatral
El guion de la película está basado en la obra teatral homónima escrita por Fernando Lázaro Carreter, bajo el pseudónimo Fernando Ángel Lozano, estrenada el 13 de junio de 1962 en el teatro principal de Palencia; el 23 de agosto de 1962 en el teatro Talía de Barcelona; y el 6 de febrero de 1963 en el teatro Eslava de Madrid con el siguiente reparto:
- Luchy (Milagros Pérez De León)
- Filo (Gracita Morales)
- Carolina (Asunción Montijano)
- Genoveva (María Teresa Panal)
- Belén (Nuria Carresi)
- Agustín Valverde (Paco Martínez Soria)
- Gusti Valverde (Alberto Sola)
- El cura (Germán Algora)
- Roque (Felipe Valdés)
- Ricardo (Luis Zorita)
- Venancio (Manuel Cuevas)
- Gogo (Manolo Garco)

La obra alcanzó un gran éxito en la cartelera barcelonesa, llegando a las tres mil representaciones. Era interpretada por Paco Martínez Soria, que también sería el protagonista de la versión cinematográfica.

## Argumento
Agustín Valverde (Paco Martínez Soria) es natural de un pueblecito ficticio llamado Calacierva en Zaragoza. Es un hombre muy sencillo y natural, de carácter muy noble y muy apegado a su vida sencilla y rural. Agustín nunca ha salido de su pueblo y un día decide visitar a su hijo Agustín (Eduardo Fajardo), que vive en Madrid, trabaja de médico y tiene una hija. El padre llega a ser una molestia para su hijo y su familia, ya que se codean con la alta sociedad y, aunque sincero y excesivamente dispuesto a ayudar, su comportamiento no acaba de resultar adecuado para esos ambientes.

## Recepción
Pedro Masó, productor de la película, gastó cinco millones de pesetas en su producción y mantenía muchas dudas sobre la recuperación de su inversión antes de su estreno. Ante la preocupación, el actor Martínez Soria, más seguro de su triunfo, se ofreció a pagarle la cantidad invertida para quedarse con los derechos. La película fue un éxito clamoroso de público que la convirtió en el largometraje español más visto de la década de los sesenta, con casi 4,3 millones de espectadores y una recaudación de más de 73 millones de pesetas (10 946 000 € en 2023), convirtiéndose en una de las películas con más espectadores de la historia del cine español.
El actor Paco Martínez Soria obtuvo el Premio Fotogramas de Plata al mejor intérprete de cine español de 1966 por esta película.